# 戈爾德巴赫河 (卡爾河支流)
50°5′58.65″N 9°5′56.43″E / 50.0996250°N 9.0990083°E

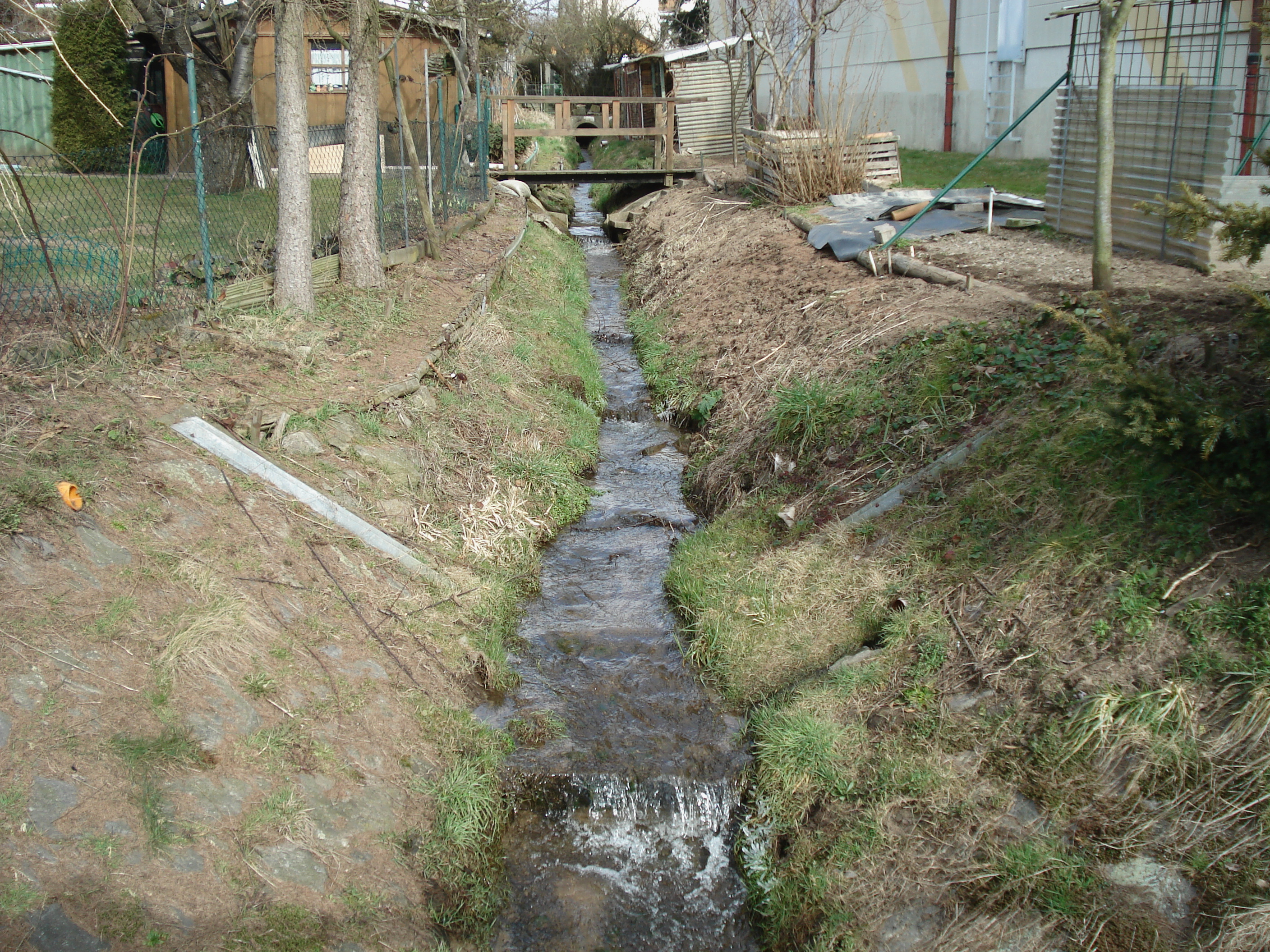

戈爾德巴赫河（德語：Goldbach），是德國的河流，位於該國東南部，由巴伐利亞負責管轄，屬於卡爾河的右支流，河道全長2.7公里，流域面積1.9平方公里。